# Alois Posch
Alois Posch (* 1959 in Wies) ist ein österreichischer Kontrabassist und Hochschulprofessor.

## Leben und Wirken
Posch erhielt mehrere Jahre Klavier- und Geigenunterricht und wechselte im Alter von 14 Jahren zum Kontrabass. Ein Jahr später begann er sein Studium an der Hochschule für Musik Graz bei Johannes Auersperg (1934–2019), das er 1978 mit Auszeichnung abschloss. Als Preisträger mehrerer Wettbewerbe machte er bereits während seines Studiums Soloaufnahmen beim Rundfunk. Im Jahr 1977 wurde er nach erfolgreichem Probespiel Mitglied der Wiener Philharmoniker und damit auch des Orchesters der Wiener Staatsoper. Von 1983 bis 2008 war er Solobassist dieses Orchesters.
Zudem konzertierte Posch als Solist und Kammermusiker. Neben Konzerten im Wiener Musikverein war er zu Gast bei zum Beispiel den Salzburger Festspielen, der Schubertiade Hohenems, dem Lucerne Festival und dem Kammermusikfest Lockenhaus. Im Jahr 2000 wirkte er bei einem Konzert anlässlich der Gedenkfeier zur Befreiung auf dem Gelände des ehemaligen Konzentrationslagers Mauthausen mit.
Als Kammermusiker arbeitete er mit zahlreichen renommierten Künstlern zusammen wie den Pianisten András Schiff, Juri Baschmet, Frank Braley, Boris Giltburg, Marc-André Hamelin, Martin Helmchen, Elisabeth Leonskaja, Oleg Maisenberg, Martin Stadtfeld, Vadim Zakharov, Zoltán Kocsis, Lars Vogt, Christian Zacharias, den Geigern Gidon Kremer, Renaud Capuçon, Christian Tetzlaff, Rainer Küchl, Renaud Capuçon, Clemens Hellsberg, Thomas Zehetmair, den Bratschisten Tabea Zimmermann, Antoine Tamestit, Carolin Widmann, Gérard Caussé, den Cellisten Valentin Erben, David Geringas, Natalja Gutman, Boris Pergamenschtschikow, Gautier Capuçon, Clemens Hagen, Marie-Elisabeth Hecker, Heinrich Schiff, den Klarinettisten Sabine Meyer, Jörg Widmann und vielen anderen sowie mit dem Alban Berg Quartett, dem Pavel Haas Quartet, dem Mandelring Quartett, dem Minetti Quartett und dem Cuarteto Casals.

## Lehrtätigkeit
Nachdem Posch vier Jahre lang als Gastprofessor am Mozarteum Salzburg unterrichtet hatte, lehrt er seit 1993 als Professor für Kontrabass an der Universität für Musik und darstellende Kunst Wien.

## Instrumente
Posch spielt auf einem Wiener Kontrabass des Geigenbauers Johann Joseph Stadlmann aus dem Jahr 1779.

## Diskografie
- Schubert: Forellenquintett. Mit András Schiff, Hagen-Quartett (DECCA; 1984)
- Franz Schubert: Oktett D 803. Mit Gidon Kremer, Isabelle van Keulen, Tabea Zimmermann, David Geringas, Eduard Brunner, Radovan Vlatković, Klaus Thunemann (Deutsche Grammophon; 1987)
- Luigi Boccherini: 5 Sonaten für Violoncello & Basso Vol. I. Mit Julius Berger,  Anthony Spiri (Cembalo, Klavier), Stefan Johannes Bleicher (Ebs; 1993)
- Schubert: Forellen-Quintett. Mit Gerhart Hetzel, Wolfram Christ, Georg Faust, James Levine (Deutsche Grammophon; 1993)
- Mozart: Eine Kleine Nachtmusik, Divertimenti KV 136, 137, 138. Mit dem Hagen Quartett (Deutsche Grammophon; 1994)
- Ludwig van Beethoven: Septimino, Quinteto con Piano op. 16 (Philips Classics; 1996)
- Franz Schubert: Forellen Quintet. Mit Martin Helmchen, Christian Tetzlaff, Antoine Tamestit, Marie-Elisabeth Hecker, Aldo Baerten (PentaTone classics; 2009)